# Марков Олександр Володимирович (біолог)
Олександр Володимирович Марков (* 24 жовтня 1965) — російський біолог, палеонтолог, популяризатор науки. Професор Російської академії наук (2016).

## Біографія та діяльність
Закінчив біологічний факультет МДУ у 1987 році. Працює в Палеонтологічному інституті РАН з 1987 року. Доктор біологічних наук, старший науковий співробітник Палеонтологічного інституту.
Є автором більш ніж 130 наукових праць із зоології, палеонтології, теорії еволюції, історичної динаміки біорізноманіття та інших напрямків еволюційної біології. Зробив помітний внесок в розвиток загальної теорії біологічної макроеволюції і в математичне моделювання макроеволюційних процесів.
Отримав медаль РАН з біології та у 1998 році премію Ханса Раусінга.
Після російського вторгнення в Україну 24 лютого 2022 року підписав відкритий лист з засудженням військового вторгнення і невдовзі виїхав з Росії в Туреччину. Через півтора місяці ненадовго повернувся до Росії, а з грудня 2022 року переселився до Ізраїлю.

## Популяризатор науки
Олександр Марков є автором численних науково-популярних статей, автором і ведучим науково-пізнавального порталу «Проблеми еволюції», ведучим науково-популярних програм на радіо «Свобода».
У 2010 році видав науково-популярну книгу «Народження складності», в якій узагальнено досягнення еволюційної біології і висвітлено важливі відкриття останніх років в цій галузі. Згодом вийшло друком продовження — двотомник «Еволюція людини».

## Нагороди
У 2011 році Олександр Марков за двотомник «Еволюція людини» був нагороджений премією «Просвітитель» в номінації «Природничі і точні науки».

## Праці

### Монографії
- Марков А. В. Морфология, систематика и филогения морских ежей семейства Schizasteridae // Тр. ПИН РАН (т. 258). М.: 1994. 94 с.
- Марков А. В., Наймарк Е. Б. Количественные закономерности макроэволюции. Опыт применения системного подхода к анализу развития надвидовых таксонов. М.: Геос, 1998. 318 с.
- Марков А. В. Соловьёв А. Н. Морские ежи семейства Paleopneustidae (Echinoidea, Spatangoida): морфология, система, филогения // Тр. ПИН РАН (т.280). М.: ГЕОС, 2001. 109 с.
- Горюнова Р. В. , Марков А. В., Наймарк Е. Б. Эволюция и биогеография палеозойских мшанок. Результаты количественного анализа. М.: ГЕОС, 2004. 182 c.
- Гринин Л. Е., Марков А. В., Коротаев А. В. Макроэволюция в живой природе и обществе. Изд. 2. М.: Книжный дом «Либриком», 2009. 248 с. ISBN 978-5-397-00348-3
- Марков А. В., Коротаев А. В. Гиперболический рост в живой природе и обществе. М.: Книжный дом «Либриком», 2009. 200 с. ISBN 978-5-397-00481-7
- Гринин Л. Е., Марков А. В., Коротаев А. В. (Ред.). Эволюция: космическая, биологическая, социальная. М.: Книжный дом «Либриком», 2009. 367 с. ISBN 978-5-397-00652-1

### Статті
- 2000. Возвращение Черной Королевы, или закон роста средней продолжительности существования родов в процессе эволюции // Журнал общей биологии 61/4: 357–370.
- 2001. Новый подход к моделированию динамики разнообразия фанерозойской морской биоты // Журнал общей биологии 62/6: 460–471.
- 2001. Новый подход к оценке динамики разнообразия фанерозойской морской биоты // Палеонтологический журнал 1: 3-12.
- 2002. О механизмах роста таксономического разнообразия морской биоты в фанерозое // Палеонтологический журнал 2: 3-13.
- 2003. Соотношение таксонов разных рангов в ископаемой летописи и реконструкция видового разнообразия морской биоты фанерозоя // Палеонтологический журнал 2: 1-10.
- 2005. Проблема происхождения эукариот // Палеонтологический журнал 2: 3−12.
- 2007. Динамика разнообразия фанерозойских морских животных соответствует модели гиперболического роста // Журнал Общей Биологии. 2007. № 1. С. 1-12 (совместно с А. В. Коротаевым).
- 2008. Гиперболический рост разнообразия морской и континентальной биот фанерозоя и эволюция сообществ [Архівовано 5 липня 2008 у Wayback Machine.] // Журнал Общей Биологии. 2008. № 3. С. 175–194 (совместно с А. В. Коротаевым).

### Науково-популярні видання
- Марков А. В. Рождение сложности. Эволюционная биология сегодня. Неожиданные открытия и новые вопросы. М.: Corpus, Астрель, 2010.
- Марков А. В. Эволюция человека. Книга 1. Обезьяны, кости и гены. Книга 2. Обезьяны, нейроны и душа. М.: Corpus, Астрель, 2011.[7]